# Liste der Biografien/Sah
Liste der Biografien |
Portal Biografien |
Personensuche
# |
A |
B |
C |
D |
E |
F |
G |
H |
I |
J |
K |
L |
M |
N |
O |
P |
Q |
R |
S |
T |
U |
V |
W |
X |
Y |
Z |
?
 
Sa |
Sb |
Sc |
Sd |
Se |
Sf |
Sg |
Sh |
Si |
Sj |
Sk |
Sl |
Sm |
Sn |
So |
Sp |
Sq |
Sr |
Ss |
St |
Su |
Sv |
Sw |
Sy |
Sz
 
Saa |
Sab |
Sac |
Sad |
Sae |
Saf |
Sag |
Sah |
Sai |
Saj |
Sak |
Sal |
Sam |
San |
Sao |
Sap |
Saq |
Sar |
Sas |
Sat |
Sau |
Sav |
Saw |
Sax |
Say |
Saz
Die Liste der Biografien führt alle Personen auf, die in der deutschsprachigen Wikipedia einen Artikel haben. Dieses ist eine Teilliste mit 312 Einträgen von Personen, deren Namen mit den Buchstaben „Sah“ beginnt.

## Sah
- Şah Sultan († 1580), osmanische Prinzessin
- Sah, Chih-Tang (* 1932), chinesisch-US-amerikanischer Physiker und Elektrotechniker

### Saha
- Saha, Devi (* 1975), österreichische Kostüm- und Bühnenbildnerin und Modistin
- Saha, Louis (* 1978), französischer FußballspielerLouis Saha (* 1978)

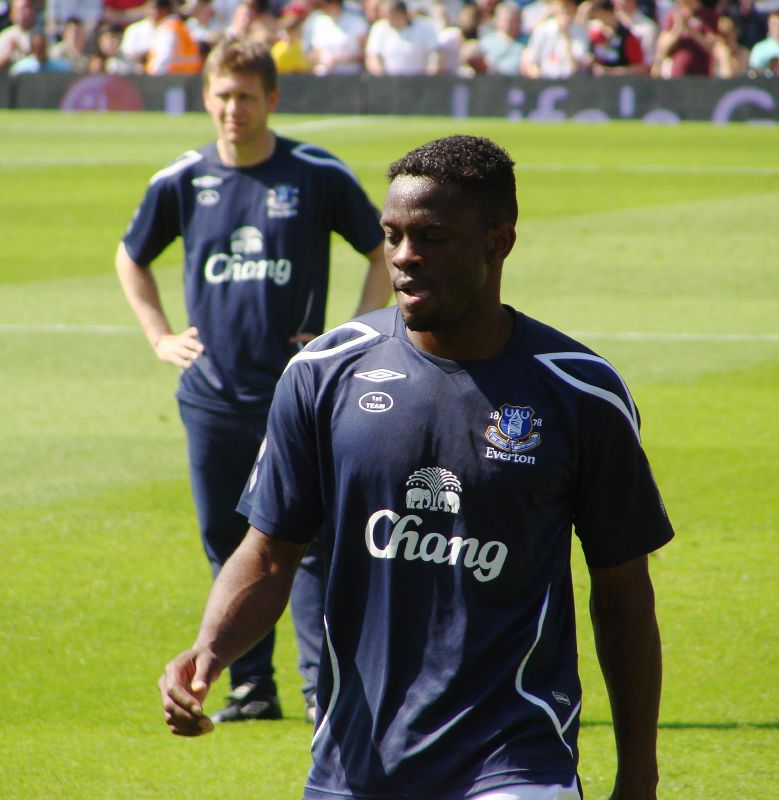
Louis Saha (* 1978)

- Saha, Luukas (* 1998), finnischer Judoka
- Saha, Manik (* 1953), indischer Politiker der Bharatiya Janata Party
- Saha, Meghnad (1893–1956), indischer Physiker
- Saha, Wriddhiman (* 1984), indischer Cricketspieler
- Sahaaleh, Atefah (1988–2004), iranisches Mädchen, wegen angeblichen Ehebruchs hingerichtet
- Sahabi, Ezatollah (1930–2011), iranischer Politiker, Parlamentsabgeordneter, Verleger und Regimekritiker
- Sahabo, Hakim (* 2005), ruandisch-belgischer Fußballspieler
- Sahafi, Mohammed al- (* 1975), saudi-arabischer Fußballspieler
- Sahag II. (1849–1939), Katholikos des Großen Hauses von Kilikien der Armenischen Apostolischen Kirche
- Sahagún de la Parra, José de Jesús (* 1922), mexikanischer Geistlicher, römisch-katholischer Altbischof von Ciudad Lázaro Cárdenas
- Sahagún López, Antonio (1917–2005), mexikanischer römisch-katholischer Geistlicher, Weihbischof in Guadalajara
- Sahagún, Bernardino de († 1590), spanischer Missionar und EthnologeBernardino de Sahagún († 1590)

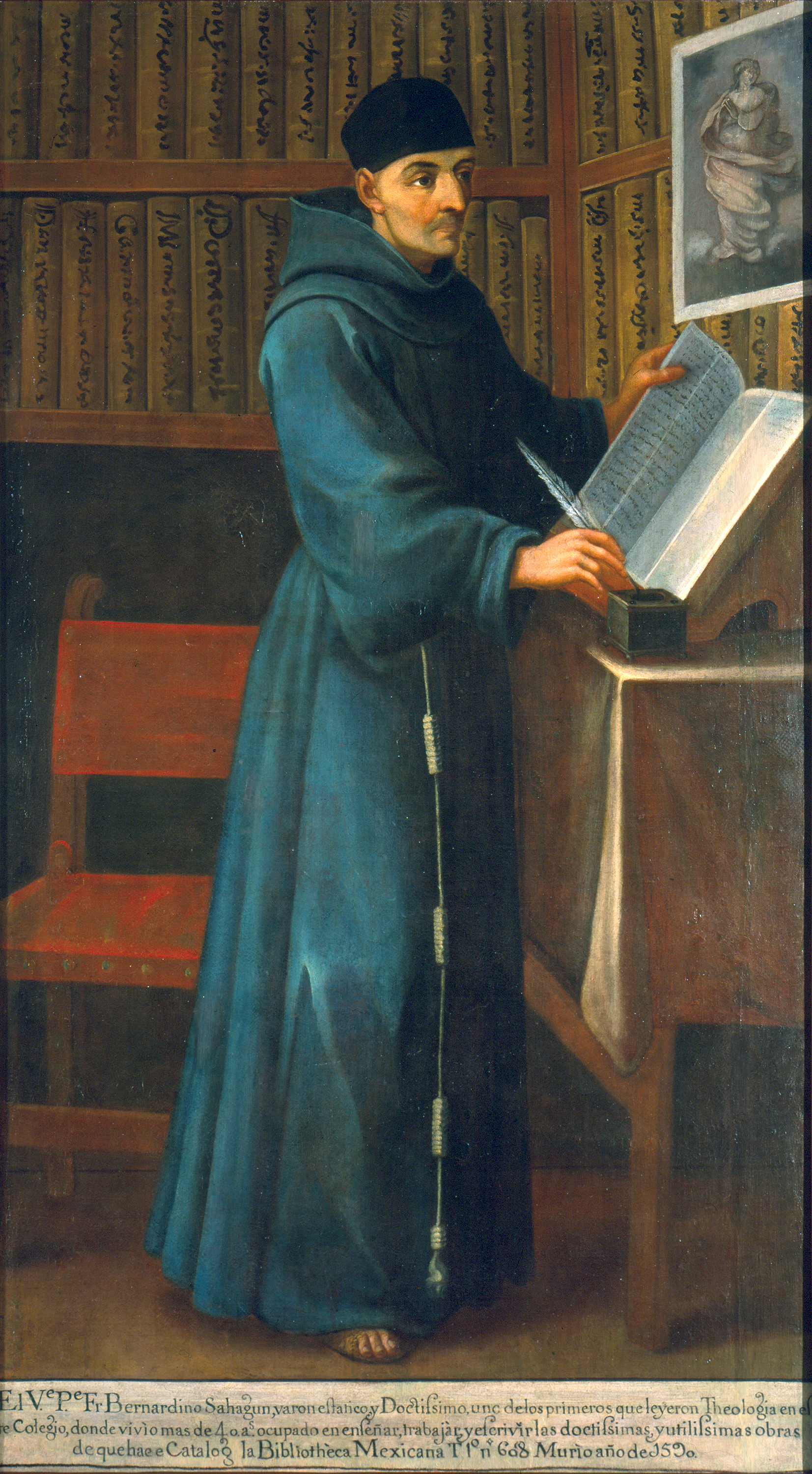
Bernardino de Sahagún († 1590)

- Sahai, Sharda (1935–2011), indischer Tablaspieler
- Sahai, Suman, indische Aktivistin
- Sahajasein, Jean-Patrick (* 1970), mauritischer Tischtennisspieler
- Sahajdak, Ljudmyla (* 1983), ukrainische Biathletin
- Sahakian, Carlos (* 1957), uruguayisch-französischer Maler und Dichter
- Sahakian, Mariana (* 1977), libanesische Tischtennisspielerin
- Sahakian, Oshin (* 1986), iranischer Basketballspieler
- Sahakjan, Bako (* 1960), armenischer Politiker, Präsident der Republik Arzach
- Sahakjan, Galust (1949–2022), armenischer Politiker, Mitglied und Präsident der Nationalversammlung der Republik Armenien
- Sahakjan, Hambardsum (* 1935), armenischer Maler
- Sahakjan, Warwara († 1934), armenische Politikerin
- Sahaku, Yukari (* 1988), japanische Langstreckenläuferin
- Sahama, Thure Georg (1910–1983), finnischer Geochemiker
- Şahan, Çağatay (* 1979), türkischer Fußballschiedsrichter
- Şahan, Mehmet (* 1958), türkischer Fußballspieler und -trainer
- Şahan, Olcay (* 1987), türkischer Fußballspieler
- Şahan, Yasin (* 1985), türkischer Fußballspieler
- Sahanek, Marco (* 1990), österreichischer Fußballspieler
- Sahanek, Paul (* 1998), österreichischer Fußballspieler
- Sahar, Ben (* 1989), israelischer Fußballspieler
- Sahar, Hailie (* 1988), US-amerikanische Schauspielerin, Sängerin, Modedesignerin und AktivistinHailie Sahar (* 1988)

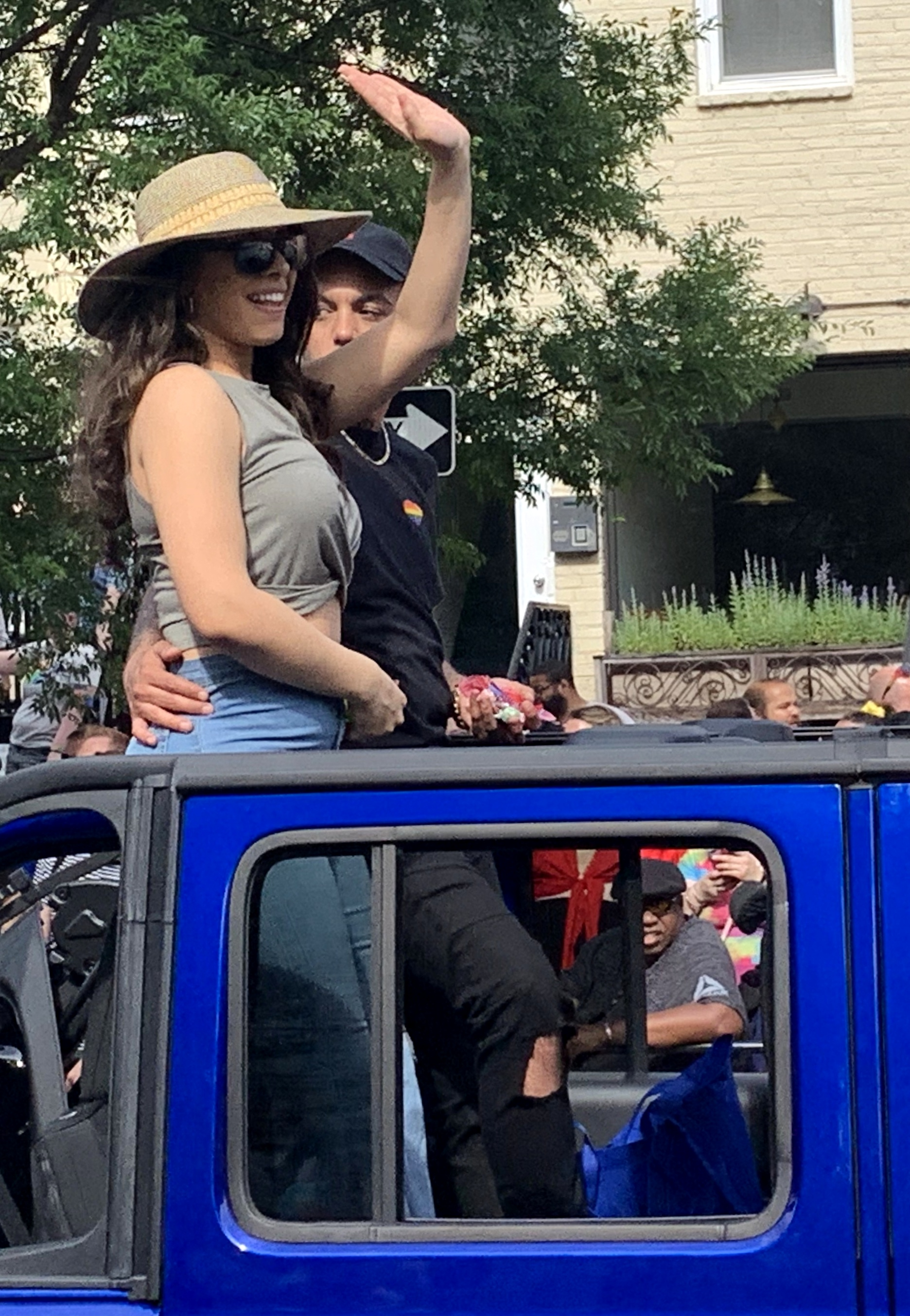
Hailie Sahar (* 1988)

- Sahar, Saba (* 1975), afghanische Filmemacherin und Schauspielerin
- Sahara, Hideki (* 1978), japanischer Fußballspieler
- Sahara, Kenji (* 1932), japanischer Schauspieler
- Sahara, Makoto (1932–2002), japanischer Archäologe
- Saharat Kaewsangsai (* 1994), thailändischer Fußballspieler
- Saharat Kanyaroj (* 1994), thailändischer Fußballspieler
- Saharat Panmarchya (* 1998), thailändischer Fußballspieler
- Saharat Pongsuwan (* 1996), thailändischer Fußballspieler
- Saharat Posri (* 1994), thailändischer Fußballspieler
- Saharat Rattanawijit (* 1999), thailändischer Fußballspieler
- Saharat Sontisawat (* 1998), thailändischer Fußballspieler
- Saharet (1879–1964), australische Tänzerin
- Saharov, Aleksander (* 1982), estnischer Fußballspieler
- Saharov, Liis (* 1980), estnische Fußballspielerin
- Sahathor, altägyptischer König der 13. Dynastie
- Sahatsawat Arsachana (* 2000), thailändischer Fußballspieler
- Sahatsch, Wadym (* 1943), ukrainischer Pathophysiologe und Hochschullehrer
- Sahawit Khumpiam (* 1994), thailändischer Fußballspieler
- Sahay, Bhagwan (1905–1986), indischer Politiker (INC), Gouverneur von Jammu und Kashmir sowie Kerala
- Sahay, Dinesh Nandan (1936–2018), indischer Politiker
- Sahay, Vik, kanadischer SchauspielerVik Sahay

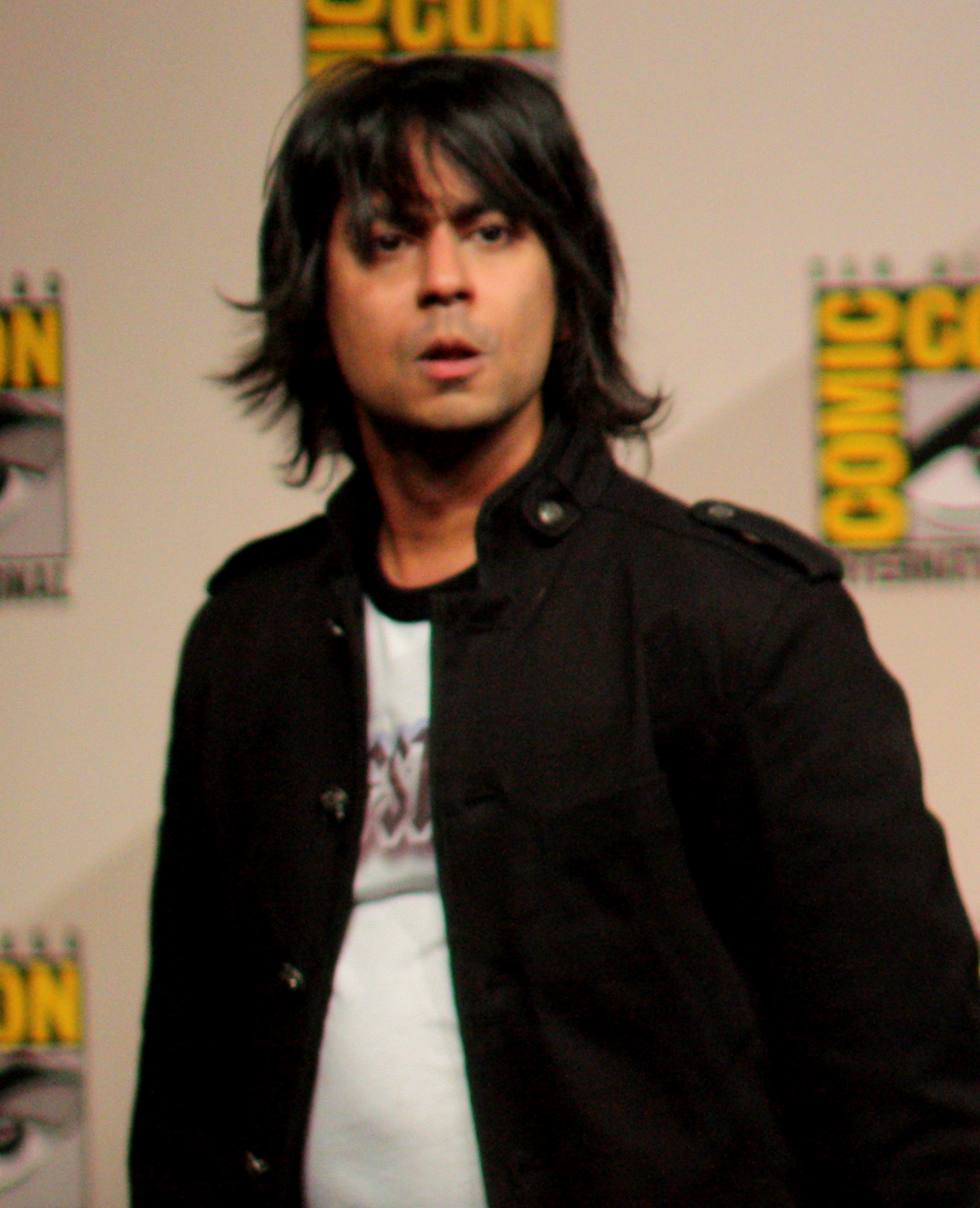
Vik Sahay

### Sahb
- Sahba, Fariborz (* 1948), iranisch-kanadischer Architekt
- SahBabii (* 1997), US-amerikanischer Rapper
- Şahbaz, Ahmet (* 1991), türkischer Fußballspieler
- Şahbaz, Şule (* 1978), türkische Gewichtheberin
- Şahbazov, Fəxrəddin (1950–1991), aserbaidschanischer Journalist und Nationalheld Aserbaidschans
- Şahbazova, Yağmur (* 1987), türkische Schauspielerin
- Şahberdiýewa, Medeniýet (1930–2018), sowjetisch-turkmenische Opernsängerin (Koloratursopran)

### Sahd
- Sahdev, Mohita (* 1988), indische Badmintonspielerin
- Sahdijewa, Anita (* 2004), ukrainische Tennisspielerin

### Sahe
- Sahebi, Gilda (* 1984), deutsche Journalistin, Ärztin und AutorinGilda Sahebi (* 1984)

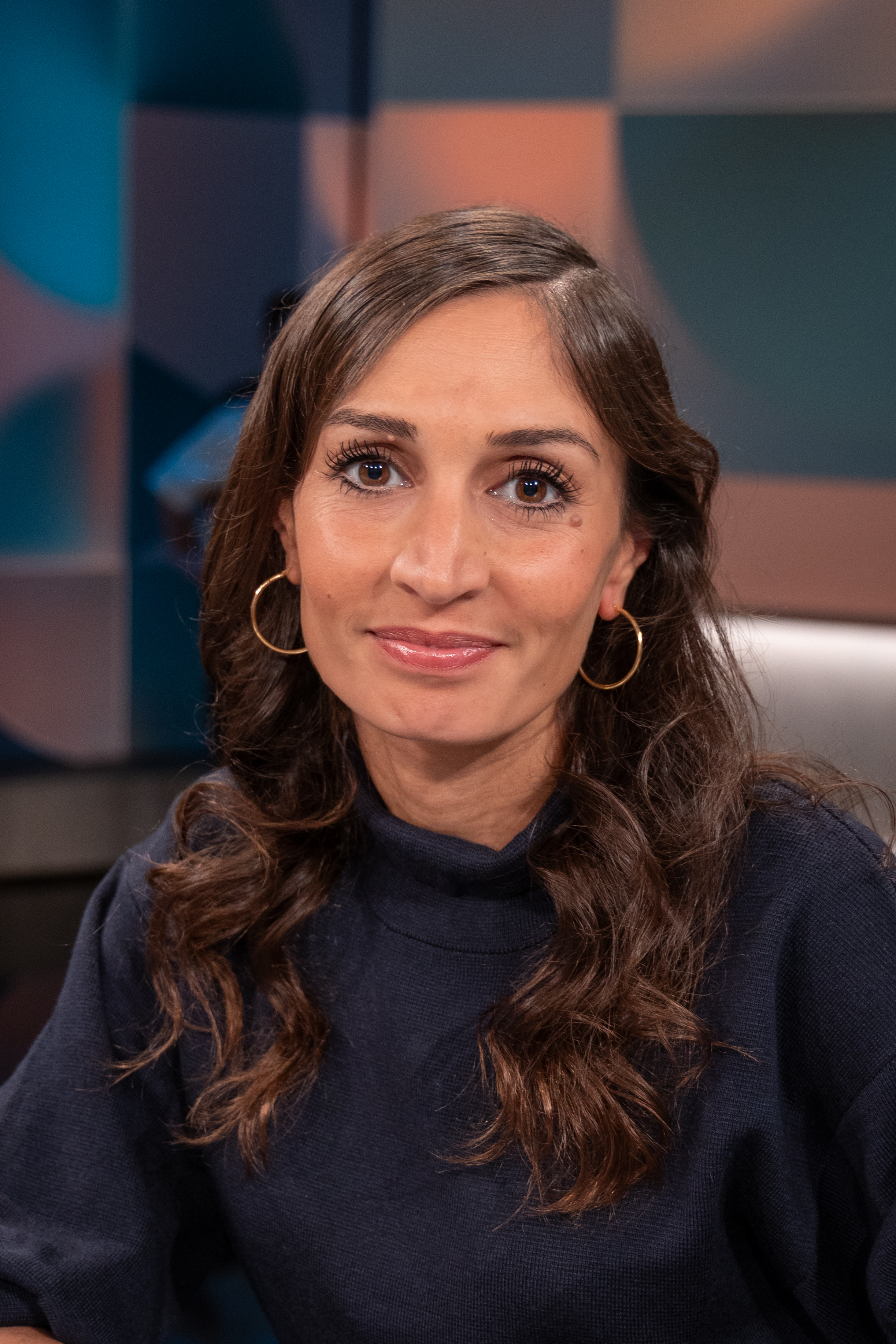
Gilda Sahebi (* 1984)

- Såheim, Fridtjov (* 1968), norwegischer Schauspieler und Synchronsprecher
- Sahel, José-Alain (* 1955), französischer Augenarzt
- Sahel, Sachin (* 1985), kanadischer Schauspieler
- Şahenk, Ferit (* 1964), türkischer Unternehmer
- Saher, Christian Friedrich August von (1718–1783), preußischer Generalmajor, Chef des Kürassierregiments Nr. 2

### Sahg
- Sahgal, Lakshmi (1914–2012), indische Freiheitskämpferin während des Zweiten Weltkrieges und Politikerin
- Sahgal, Nayantara (* 1927), indische Schriftstellerin und Botschafterin

### Sahh
- Sahhaf, Muhammad as- (* 1940), irakischer Politiker, Außen- und Informationsminister des Irak
- Sahhat, Abbas († 1918), aserbaidschanischer Schriftsteller

### Sahi
- Sahi, Alphonse Voho (* 1958), ivorischer Politiker (FPI)
- Sahi, Julia (* 1973), deutsche Politikerin (SPD)
- Sahi, Moïse (* 2001), ivorisch-malischer Fußballspieler
- Sahib I. Giray (1501–1551), Khan von Kasan und Khan der Krim
- Sahib, Zibraaz (* 1989), fidschianischer Fußballspieler
- Sahibe, Asra (* 1997), pakistanische Sprinterin
- Sahihi, Ashkan (* 1963), persisch-amerikanischer Fotograf

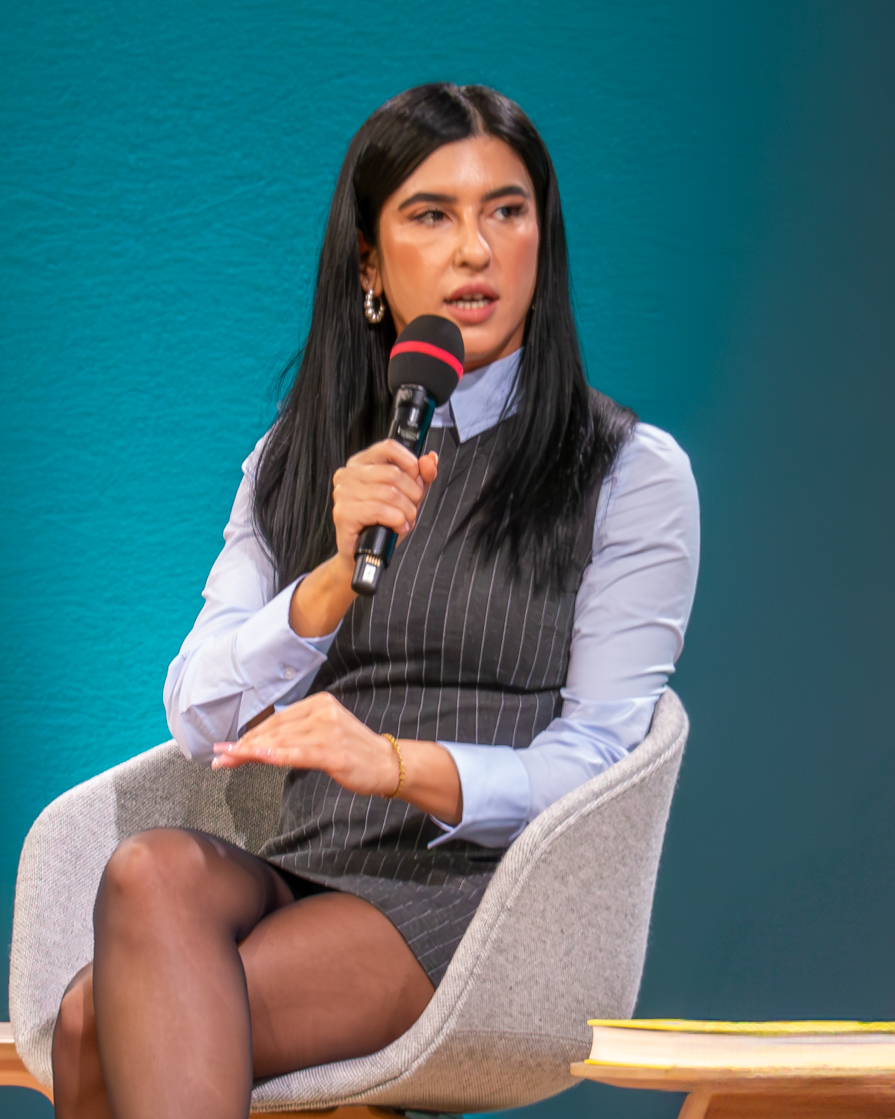
Cemile Sahin (* 1990)

- Şahin, Ahmet (1941–1994), türkischer Fußballspieler
- Şahin, Ahmet (* 1978), türkischer Fußballtorhüter
- Şahin, Ali (* 1944), türkischer Ringer
- Şahin, Anıl (* 1993), türkischer Fußballspieler
- Şahin, Arif (* 1985), türkischer Fußballspieler
- Şahin, Arzu (* 1978), türkische Sängerin
- Şahin, Bahar (* 1997), türkische Schauspielerin
- Şahin, Burak (* 1996), türkischer Fußballspieler
- Şahin, Caner (* 1992), türkischer Schauspieler
- Sahin, Cemile (* 1990), deutsche Schriftstellerin und KünstlerinCemile Sahin (* 1990)
- Şahin, Cenk (* 1994), türkischer Fußballspieler
- Şahin, Defne (* 1984), deutsch-türkische Jazzmusikerin (Gesang, Komposition, Liedtexte)
- Şahin, Ebru (* 1994), türkische Schauspielerin
- Şahin, Emre (* 1992), türkisch-belgischer Fußballspieler
- Sahin, Engin (* 1978), deutsch-türkischer Schauspieler
- Şahin, Ercüment (* 1968), schweizerisch-türkischer Fußballspieler und -trainer
- Şahin, Ergül Miray (* 1989), türkische Schauspielerin
- Şahin, Fatma (* 1966), türkische Chemieingenieurin und Politikerin
- Şahin, İbrahim (* 1984), türkischer Fußballspieler
- Şahin, İdris Naim (* 1956), türkischer Politiker
- Şahin, İlhan (* 1980), türkischer Fußballspieler
- Şahin, İsmail (* 1975), deutscher Regisseur und Schauspieler türkischer Abstammung
- Sahin, Julia (* 1974), deutsche Boxerin
- Şahin, Kemal (* 1955), deutscher Unternehmer
- Şahin, Kenan (* 1984), deutsch-türkischer Fußballspieler
- Sahin, Léo (* 2005), französisch-türkischer Fußballspieler
- Şahin, Levent (* 1973), türkischer Fußballspieler und -trainer
- Sahin, Mahir (* 1979), türkischer Fußballspieler
- Şahin, Mehmet Ali (* 1950), türkischer Jurist, Politiker und ehemaliger Justizminister
- Şahin, Melike (* 1989), türkische Musikerin
- Şahin, Murat (* 1976), türkischer Fußballtorhüter- und -trainer
- Şahin, Necati (* 1955), deutscher Schauspieler und Theaterleiter
- Şahin, Nihat (* 1989), türkischer Fußballspieler
- Şahin, Nihayet (* 1998), türkische Schauspielerin
- Şahin, Nuran (* 1948), türkische Klassische Archäologin
- Şahin, Nuray (* 1974), kurdisch-deutsche Filmregisseurin, Drehbuchautorin und Schauspielerin
- Şahin, Nuri (* 1980), türkischer Volleyball- und Beachvolleyballspieler
- Şahin, Nuri (* 1988), türkisch-deutscher Fußballspieler und -trainerNuri Şahin (* 1988)

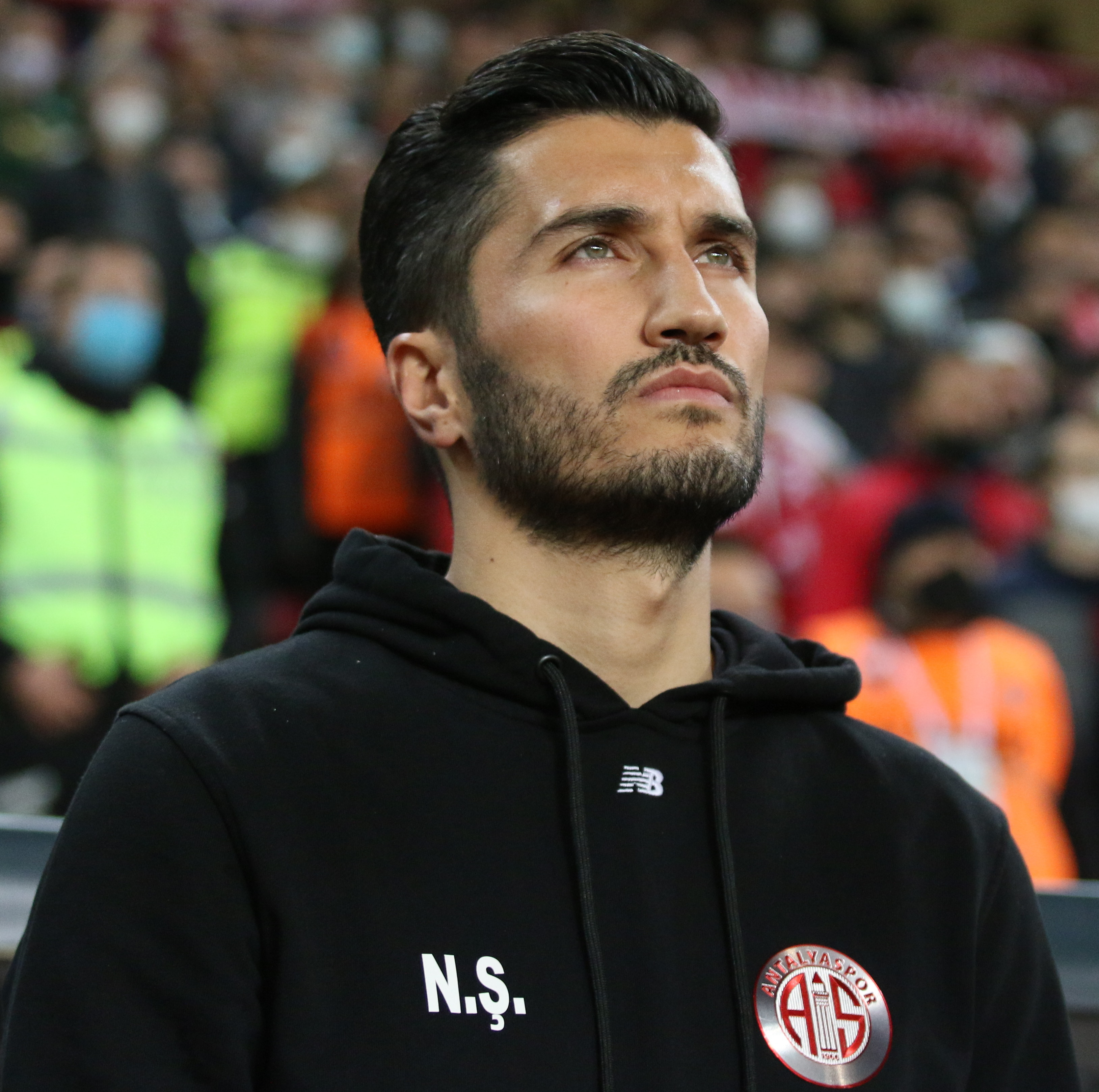
Nuri Şahin (* 1988)

- Şahin, Ömer (* 1995), türkischer Diskuswerfer
- Sahin, Oray (* 1986), österreichischer Handballspieler
- Şahin, Osman (* 1998), türkischer Fußballspieler
- Şahin, Pelinsu (* 2003), türkische Mittel- und Langstreckenläuferin
- Şahin, Ramazan (* 1983), türkischer Ringer
- Şahin, Reyhan (* 1980), deutschsprachige Rapperin, Moderatorin und LinguistinReyhan Şahin (* 1980)

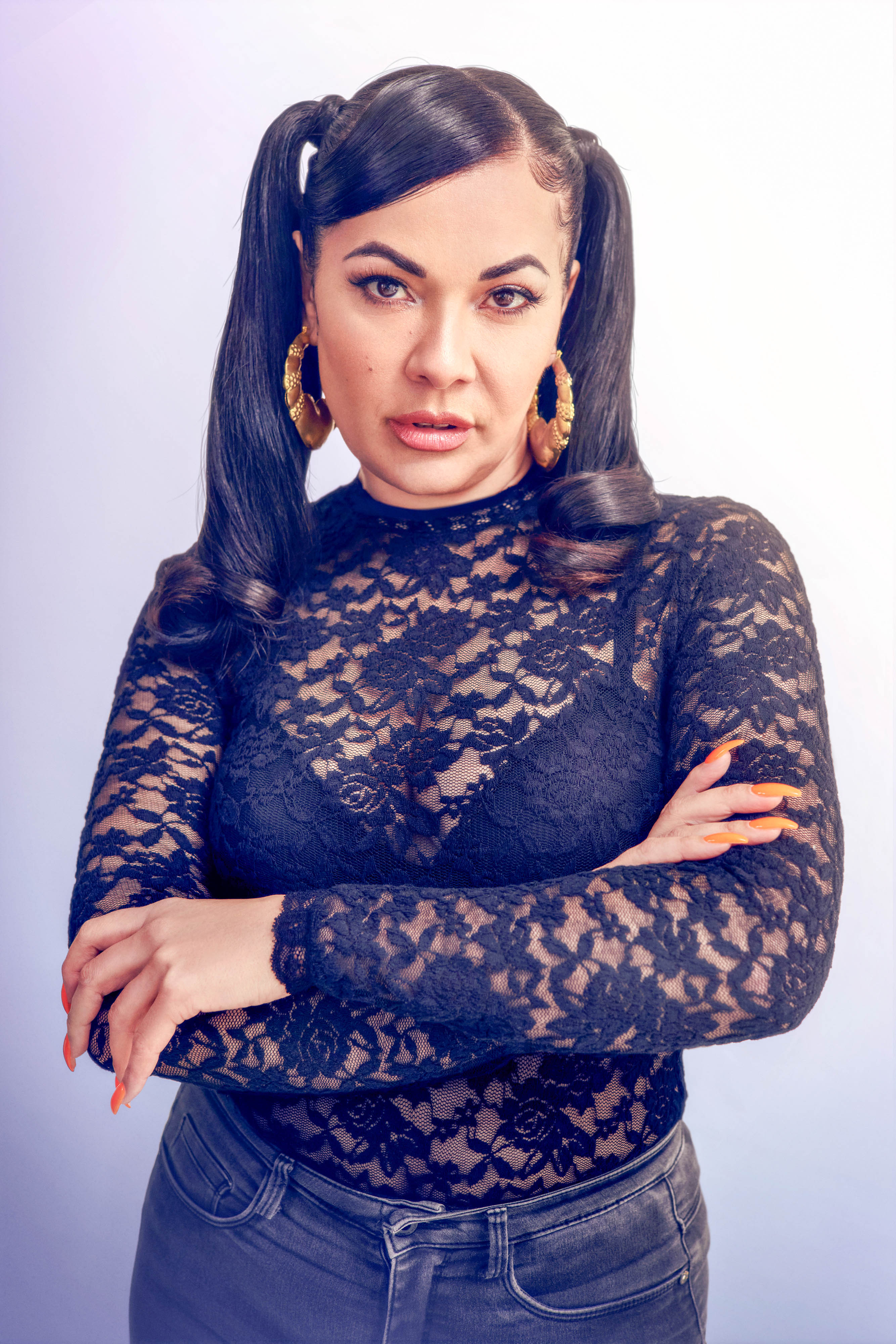
Reyhan Şahin (* 1980)

- Şahin, Rızvan (* 1981), türkischer Fußballspieler
- Şahin, Sedef (* 1992), türkische Schauspielerin
- Şahin, Selçuk (* 1981), türkischer Fußballspieler
- Şahin, Selçuk (* 1983), deutsch-türkischer Fußballspieler
- Şahin, Semih (* 1999), deutsch-türkischer Fußballspieler
- Şahin, Sencer (1939–2014), türkischer Altphilologe und Epigraphiker
- Sahin, Seren (* 1989), deutscher Schauspieler türkischer Abstammung
- Şahin, Serkan (* 1988), schweizerisch-türkischer Fussballspieler
- Şahin, Soner (* 1981), türkischer Fußballtorhüter
- Şahin, Taha (* 2000), türkischer Fußballspieler
- Şahin, Timuçin (* 1973), türkischer Jazzgitarrist und Komponist
- Şahin, Tolga (* 1997), türkischer Fußballspieler
- Sahin, Tolgahan (* 2004), österreichischer Fußballspieler
- Şahin, Turgut (* 1988), türkischer Fußballspieler
- Şahin, Uğur (* 1965), türkisch-deutscher MedizinerUğur Şahin (* 1965)

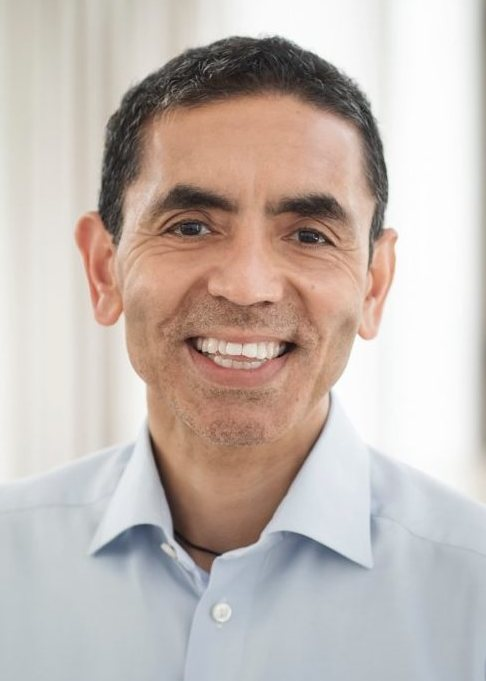
Uğur Şahin (* 1965)

- Sahin, Varol (* 1985), deutscher Schauspieler
- Şahin-Radlinger, Samuel (* 1992), österreichischer Fußballtorhüter
- Şahin-Radlinger, Sıla (* 1985), deutsch-türkische Schauspielerin
- Sahin-Scholl, Freddy (* 1953), deutscher Sänger und Komponist
- Sahinajtschenko, Switlana (1957–2015), sowjetisch-ukrainische Festkörperphysikerin
- Şahindere, Abdullah (* 2003), türkischer Fußballspieler
- Şahiner, Berat (* 1997), türkischer Fußballspieler
- Şahiner, Ömer Ali (* 1992), türkischer Fußballspieler
- Şahingöz, Okan (* 1994), niederländisch-türkischer Fußballspieler
- Şahinkaya, Bülent (1948–2009), türkischer Fußballspieler
- Şahinkaya, Güngör (* 1954), türkischer Fußballspieler und -trainer
- Şahinkaya, Nilperi (* 1988), türkische Schauspielerin
- Şahinkaya, Tahsin (1925–2015), türkischer General und Kommandeur der Luftstreitkräfte
- Şahinöz, Cemil (* 1981), deutscher Journalist und Schriftsteller
- Sahintürk, Ali (* 1999), österreichischer Fußballspieler
- Şahintürk, Sedat (* 1996), türkischer Fußballspieler
- Sahintürk, Taner (* 1978), deutscher Schauspieler türkischer Abstammung
- Şahinyan, Maryam (1911–1996), professionelle Fotografin
- Sahip Ata, Wesir und Herrscher
- Sahir, Kazim as- (* 1957), irakischer Sänger, Dichter und Komponist
- Sahitaj, Ledjan (* 2004), schweizerisch-kosovarischer Fussballspieler
- Sahiti, Emir (* 1998), kosovarisch-albanischer FußballspielerEmir Sahiti (* 1998)

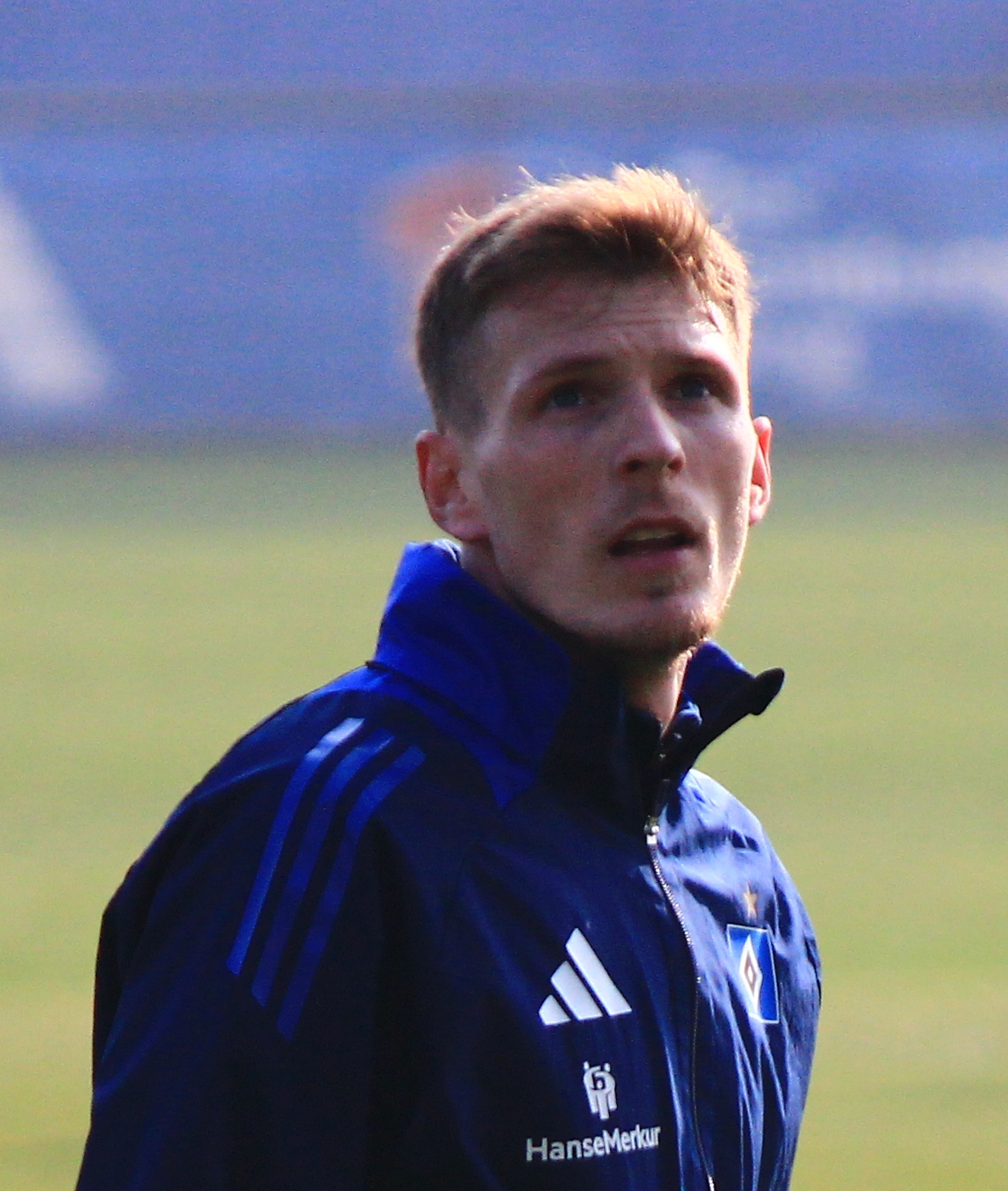
Emir Sahiti (* 1998)

- Sahiti, Naser (* 1966), kosovarischer Maschinenbauer und Universitätsrektor
- Sahiti, Riccardo M (* 1961), romastämmiger Dirigent
- Sahiti, Samir (* 1988), kosovarisch-serbischer Fußballspieler

### Sahk
- Şahkulu († 1511), Anführer einer Rebellion gegen das Osmanische Reich

### Sahl
- Sahl at-Tustarī († 896), irakischer Sufi und Koranexeget
- Sahl ibn Bischr, jüdischer Astrologe, Astronom und Mathematiker (Tabaristan)
- Sahl, Carl Ludwig (1840–1897), deutscher Diplomat und Kaufmann
- Sahl, Hans (1902–1993), deutscher Schriftsteller, Übersetzer und Kritiker
- Sahl, Jan Christian (* 1979), deutscher Jurist, Hochschullehrer und Social Entrepreneur
- Sahl, Michael (1934–2018), US-amerikanischer Komponist und Pianist
- Sahl, Mort (1927–2021), US-amerikanischer Stand-up-Comedian
- Sahl, Vinzenz (1898–1972), deutscher Politiker (BCSV, CDU)
- Sahl-Madsen, Charlotte (* 1964), dänische Politikerin der Konservativen Volkspartei
- Sahla, August Abraham von der (1643–1685), sächsischer Kreishauptmann und Kammerherr
- Sahla, Ernst Christoph August von der (1791–1815), deutscher Attentäter, der 1811 und 1815 die Ermordung Napoleon Bonapartes plante
- Sahla, Richard (1855–1931), österreichisch-deutscher Violinvirtuose, Dirigent
- Sahla, Richard (1900–1942), deutscher Springreiter
- Sahlada, Leonila (1896–1938), sowjetisch-ukrainische Ethnographin
- Sahlawi, Mohammad Al- (* 1987), saudi-arabischer Fußballspieler
- Sahlberg, Carl Reinhold (1779–1860), finnisch-schwedischer Naturwissenschaftler
- Sahlberg, Clara (1890–1977), deutsche Gewerkschafterin
- Sahlberg, Magnus (* 1984), schwedischer Badmintonspieler
- Sahlberg, Oskar N. (1932–2005), deutscher Literaturwissenschaftler, Historiker und Psychotherapeut
- Sahlberg, Rudolf (1879–1949), schwedischer Kapellmeister, Arrangeur und Komponist
- Sählbrandt, Ralph (* 1961), deutscher Schauspieler
- Sahle Dengel, Negus Negest (Kaiser) von Äthiopien
- Sahle, Patrick (* 1968), deutscher Historiker
- Sahle-Selassie, Ermias (* 1960), äthiopischer Politiker, Präsident des äthiopischen Kron-Konzils (Crown Council of Ethiopia) und Enkel des Kaisers Haile Selassie
- Sahle-Work Zewde (* 1950), äthiopische Politikerin
- Săhleanu, Virgil (1946–2000), rumänischer Metallarbeiter und Gewerkschaftsaktivist
- Sahlen, Alexandra (* 1982), US-amerikanische Fußballspielerin
- Sahlene (* 1976), schwedische PopsängerinSahlene (* 1976)

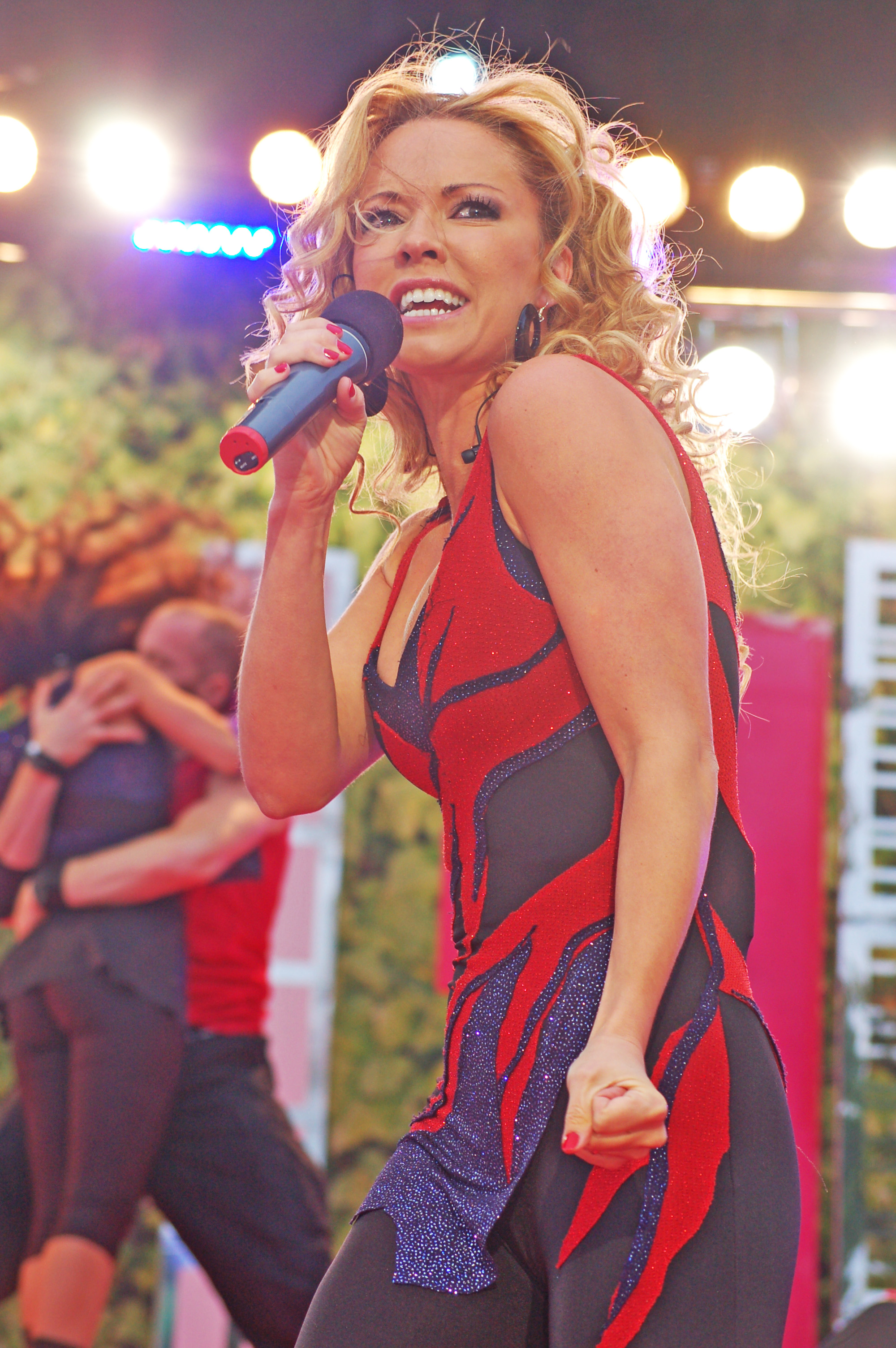
Sahlene (* 1976)

- Sahler, Benjamin (* 1973), deutscher Regisseur und Theaterleiter
- Sahler, Bernhard (1927–2007), deutscher römisch-katholischer Priester
- Sahler, Martina (* 1963), deutsche Schriftstellerin
- Sahler, Michael (* 1970), deutscher Fußballschiedsrichter
- Sahler, Otto Christian (1720–1811), deutscher Porträtmaler, Kupferstecher und Bossierer
- Sahler, Victor (1827–1891), deutscher Bankier und Politiker
- Sahler-Fesel, Ingeborg (* 1956), deutsche Politikerin (SPD), MdL
- Sahlertz, Morten (* 1989), dänischer Basketballspieler
- Sahlfeld-Singer, Hanna (* 1943), Schweizer Politikerin
- Sahlfelder, Johann Caspar (1782–1860), deutscher Militärarzt und Hochschullehrer in Sachsen
- Sahlfeldt, Georg Friedrich (1769–1817), deutsch-baltischer Jurist und Vizegouverneur
- Sahlgren, Saku-Pekka (* 1992), finnischer Fußballtorhüter
- Sahli, Abderrazak (1941–2009), tunesischer Maler
- Sahli, Christian (1825–1897), Schweizer Politiker
- Sahli, Hamza (* 1993), marokkanischer Langstreckenläufer
- Sahli, Hermann (1856–1933), Schweizer Internist
- Sahli, Manuel (* 1988), Schweizer Politiker
- Sahli, Marc P. (* 1972), Schweizer Schriftsteller
- Sahli, Mohamed (* 1978), österreichischer Fußballtrainer
- Sahli, Paul (* 1948), Schweizer Balljongleur
- Sahli, Walter (1860–1916), Schweizer Arzt
- Sahliger, Bruno (1922–1993), deutscher Politiker (GB/BHE, CSU), MdL Bayern und Bürgermeister
- Sahlin, Dan (* 1967), schwedischer Fußballspieler
- Sahlin, Gustav (* 1999), thailändisch-schwedischer Fußballspieler
- Sahlin, Ivar (1895–1980), schwedischer Drei- und Hochspringer
- Sahlin, Mona (* 1957), schwedische Politikerin, Mitglied des Riksdag
- Sahlin, Paul (* 1955), schwedischer Sänger
- Sahlins, Marshall (1930–2021), US-amerikanischer AnthropologeMarshall Sahlins (1930–2021)

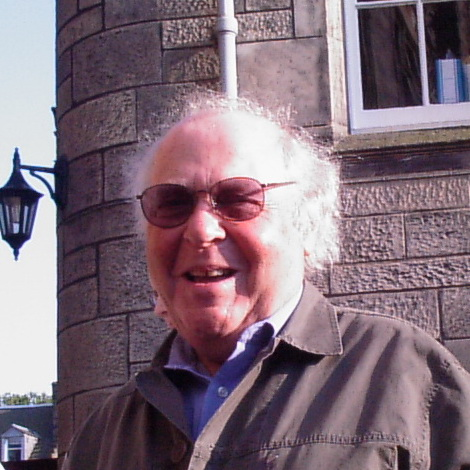
Marshall Sahlins (1930–2021)

- Sahlman, Marcus (* 1985), schwedischer Fußballspieler
- Sahlmann, Hanno, deutscher theoretischer Physiker
- Sahlmann, Henrike (* 1997), deutsche Fußballspielerin
- Sahlstedt, Kalle (* 1973), finnischer Eishockeyspieler
- Sahlstein, Einar (1887–1936), finnischer Turner
- Sahlström, Mattias (* 1968), schwedischer Basketballspieler

### Sahm
- Sahm, Anton (1891–1968), deutscher Fotograf
- Sahm, Doug (1941–1999), US-amerikanischer Country-, Blues- und Rockmusiker
- Sahm, Hans-Werner (1943–2020), deutscher Maler
- Sahm, Heike (* 1966), deutsche Germanistin
- Sahm, Heinrich (1877–1939), Danziger Politiker
- Sahm, Klaus (* 1990), deutscher Multiinstrumentalist, Songwriter, Produzent, Fotograf und Regisseur
- Sahm, Kurt (1924–2009), deutscher Fußballspieler
- Sahm, Peter R. (1934–2013), deutscher Ingenieur, Professor für Gießereiwesen an der RWTH Aachen
- Sahm, Stephan (* 1959), deutscher Mediziner, Musiker und Komponist
- Sahm, Ulrich (1917–2005), deutscher Diplomat und Botschafter
- Sahm, Ulrich W. (1950–2024), deutscher Journalist und Nahost-KorrespondentUlrich W. Sahm (1950–2024)

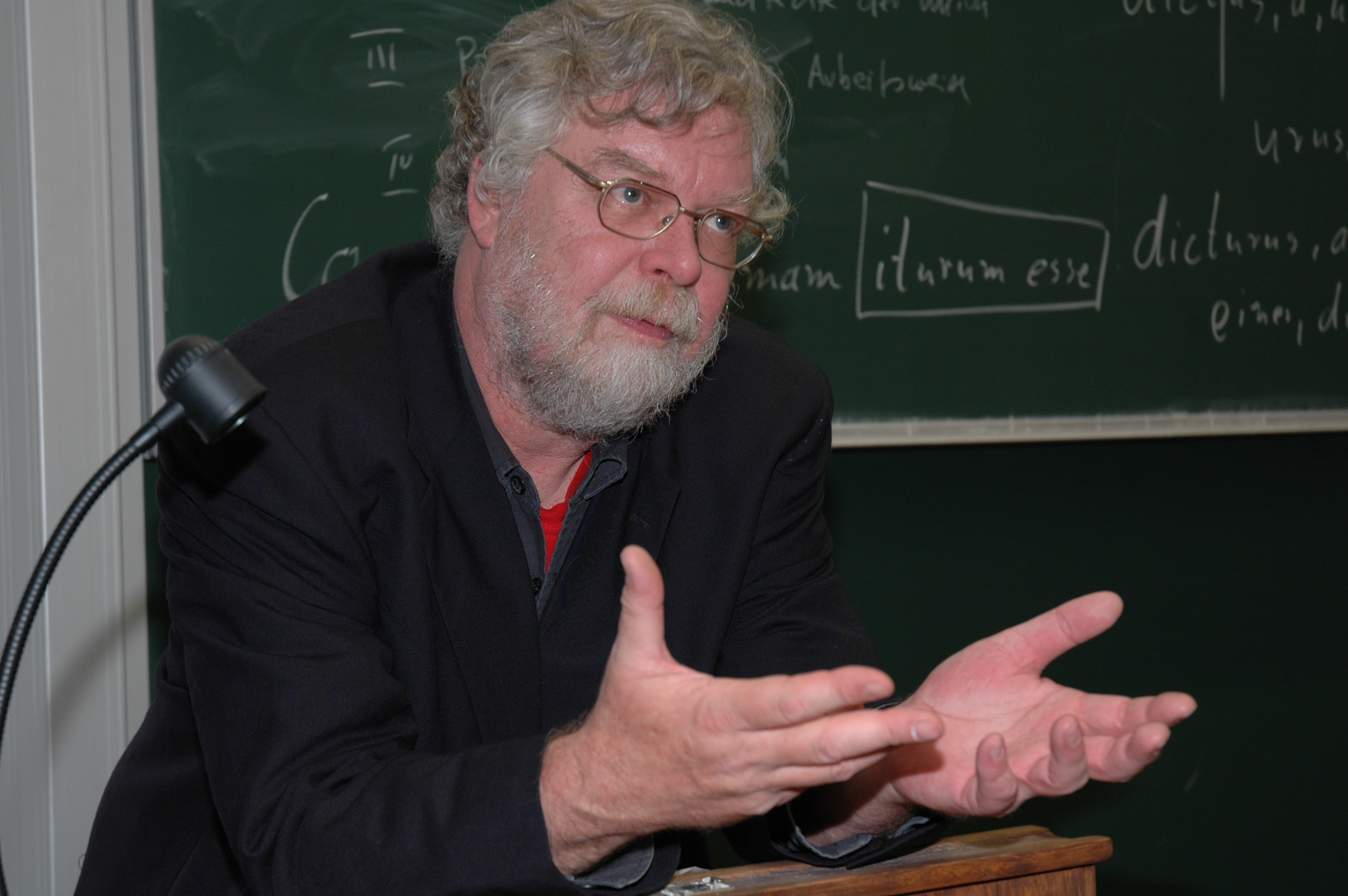
Ulrich W. Sahm (1950–2024)

- Sahm, Wilhelm (1873–1944), deutscher Schulmann, Lokalhistoriker und Chronist
- Şahmalı, İsmail (* 1982), türkischer Fußballtorhüter
- Şahmarlı, İsa († 2014), aserbaidschanischer LGBT-Aktivist
- Sahme, Christian (1663–1732), deutscher lutherischer Theologe, Mathematiker und Astronom
- Sahme, Jakob (1629–1680), deutscher Philologe und evangelischer Theologe
- Sahme, Reinhold Friedrich von (1682–1753), deutscher Jurist
- Sahmen, Gottlieb Franz Emanuel (1789–1848), deutschbaltischer Mediziner, Medizinhistoriker und Hochschullehrer
- Sahmland, Max Willi (1929–1967), deutsches Todesopfer der Berliner Mauer

### Sahn
- Sahn, Johann Hinrich (1767–1835), deutscher Navigationslehrer
- Sahnen, Heinz (* 1946), deutscher Politiker (CDU), MdL
- Sahner, Christoph (* 1963), deutscher Leichtathlet und Olympiateilnehmer
- Sahner, Günter (1927–2014), deutscher Politiker (SPD), Bürgermeister und MdL Saarland
- Sahner, Heinz (1938–2023), deutscher Soziologe
- Sahner, Paul (1944–2015), deutscher Journalist und Autor
- Sahni, Balraj (1913–1973), indischer Filmschauspieler und Autor
- Sahni, Sartaj (* 1949), indisch-US-amerikanischer Informatiker
- Sahnie (* 1962), deutscher Musiker und Ex-Bassist der deutschen Punkband Die Ärzte
- Sahnoune, Mehdi (* 1976), französischer Boxer und regulärer Weltmeister des Verbandes WBA im Halbschwergewicht
- Sahnūn ibn Saʿīd (776–854), Begründer der malikitischen Rechtsschule in Nordafrika

### Saho
- Saho, Antouman (* 1950), gambischer Politiker und Diplomat
- Saho, Baboucarr (1956–2015), gambischer Fußballspieler
- Saho, Lamin K. (1944–2007), gambischer Politiker, Diplomat und Unternehmer
- Saho, Momadu Lamin (1932–1993), gambischer Politiker und Rechtsanwalt
- Saho, Momodou Bamba (* 1962), gambischer Ökonom
- Saho, Sona, gambische Leichtathletin
- Saho, Sulayman (* 1980), gambischer Politiker
- Saho, Umar (* 2000), spanischer Fußballspieler
- Saholinirina, Eliane (* 1982), madagassische Leichtathletin
- Sahorij, Hlib (* 1976), ukrainischer Politiker, Pharmazeut und Mäzen
- Sahorodnij, Anatolij (* 1951), ukrainischer theoretischer Physiker und Präsident der Nationalen Akademie der Wissenschaften der Ukraine
- Sahorodnij, Wolodymyr (* 1981), ukrainischer Radrennfahrer
- Sahorodnjuk, Andrij (* 1976), ukrainischer Unternehmer und Verteidigungsminister
- Sahorodnjuk, Wjatscheslaw (* 1972), ukrainischer Eiskunstläufer
- Šahović, Milan (1924–2017), jugoslawischer bzw. serbischer Rechtswissenschaftler

### Sahr
- Sahr, Heinrich von (1829–1898), deutscher Komponist
- Sahr, Marc (* 1971), deutscher Sänger
- Sahr, Michael (* 1970), deutscher Fernsehjournalist und Fernsehmoderator
- Sahraoui, Cheb, algerischer Raï-Musiker
- Sahraoui, Djamila (* 1950), algerische Regisseurin
- Sahraoui, Osame (* 2001), marokkanisch-norwegischer Fußballspieler
- Sahraoui, Samira (* 2003), deutsch-algerische Fußballspielerin
- Sahrebelnyj, Jewhen (* 1967), ukrainischer und sowjetischer Radrennfahrer
- Sahrebelnyj, Pawlo (1924–2009), ukrainischer Schriftsteller
- Sahrer von Sahr, Alfred Georg (1851–1921), sächsischer Kammerherr, Rittmeister und Rittergutsbesitzer
- Sahrer von Sahr, Carl August (1711–1779), sächsischer Kreishauptmann
- Sahrer von Sahr, Carl Wilhelm († 1803), sächsischer Kreishauptmann
- Sahrer von Sahr, Karl (1821–1874), sächsischer Rittergutsbesitzer und Politiker
- Sahrer von Sahr, Leo (1852–1925), deutscher Jurist und Politiker
- Sahrhage, Dietrich (1926–2009), deutscher Fischereiwissenschaftler und Hochschullehrer
- Sahrhage, Heinrich (1892–1969), deutscher Pädagoge
- Sahrhage, Norbert (* 1951), deutscher Historiker und Kriminalautor
- Sahrmann, Adam (* 1885), deutscher Historiker
- Sahrom, Firdaus Shah (* 1995), malaysischer Bahnradsportler

### Sahs
- Sahsah, Noah (* 2005), dänischer Fußballspieler
- Şahsuvarlı, Kamran (* 1992), aserbaidschanischer Boxer
- Şahsuvarov, Nurməmməd (1883–1958), Politiker und Staatsmann der Demokratischen Republik Aserbaidschan (1918–1920)

### Saht
- Şahtaxtinskaya, Adilə (1894–1951), aserbaidschanische Gynäkologin, Doktor der medizinischen Wissenschaften, Professorin

### Sahu
- Sahuc, Louis Michel Antoine (1755–1813), französischer General der Kavallerie und Politiker
- Sahukar, Cyrus (* 1980), indischer Moderator und Schauspieler
- Sahul, Dmytro (1890–1944), ukrainischer Dichter und Übersetzer
- Sahula, Isaak ben Salomo (* 1244), jüdischer Schriftsteller
- Sahulka, Johann (1857–1927), österreichischer Elektrotechniker
- Sahuquet, Jean (1923–2006), französischer römisch-katholischer Bischof
- Sahure, altägyptischer König der 5. DynastieSahure

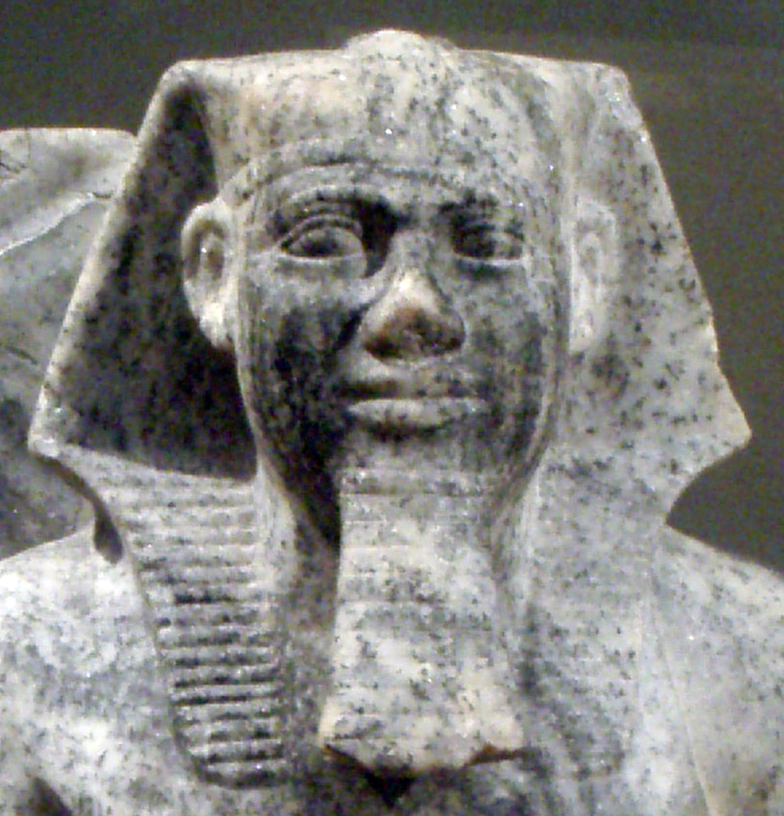
Sahure

- Sahurie, Cristóbal (* 2006), chilenischer Hochspringer
- Šaḫurunuwa, hethitischer Prinz
- Šaḫurunuwa, Vizekönig von Karkemiš
- Şahutoğlu, Tuğçe (* 1988), türkische Hammerwerferin

### Sahv
- Şahverdiyev, İsrafil (1952–1994), aserbaidschanischer Offizier

### Sahw
- Sahwil, Reem (* 2000), staatenlose Schülerin